# 1981 w literaturze
Wydarzenia literackie w 1981 roku.

## Wydarzenia
- polskie
  - ukazał się pierwszy numer tygodnika Solidarność
  - po 30 latach nieobecności, wrócił do kraju Czesław Miłosz

## Proza beletrystyczna i literatura faktu

### Język polski
- Wiesław Andrzejewski – Port nowych szlaków
- Jan Drzeżdżon
  - Rozkosze miłości
  - Wśród ludzi
- Stanisław Lem – Golem XIV
- Aleksander Minkowski – Dowód tożsamości (Wydawnictwo „Nasza Księgarnia”)[1]
- Sławomir Mrożek
  - Opowiadania
  - Małe listy
- Marek Nowakowski – Kto to zrobił? (Niezależna Oficyna Wydawnicza NOWA)

### Inne języki
- James Herriot – Boże stworzenia (The Lord God Made Them All)
- Bohumil Hrabal
  - Skarby świata całego (Harlekýnovy miliony)
  - Kluby poezie
- John Irving – Hotel New Hampshire (The Hotel New Hampshire)
- Stephen King – Cujo (Cujo)
- Gabriel García Márquez – Kronika zapowiedzianej śmierci (Crónica de una muerte anunciada)
- Salman Rushdie – Dzieci północy (Midnight's Children)

### Tłumaczenia
- Bohumil Hrabal
  - Sprzedam dom, w którym już nie chcę mieszkać (Inzerát na dům, ve kterém už nechci bydlet), przeł. Janusz Anderman, Tadeusz Lis
  - Święto przebiśniegu (Slavnosti sněženek)
- Edith Wharton – Wiek niewinności, przeł. Urszula Łada-Zabłocka (Czytelnik)[2]

## Wywiady
- polskie

## Dzienniki, autobiografie, pamiętniki
- polskie

## Nowe eseje, szkice i felietony
- polskie

## Nowe dramaty
- polskie
  - Marek Nowakowski – Swojacy (współautor Jarosław Abramow-Newerly) (Dialog) nr 10 s. 5-13
- zagraniczne

## Nowe poezje
- polskie
  - Ryszard Krynicki – Niewiele więcej. Wiersze z notatnika 78–79
  - Bronisław Maj – Taka wolność. Wiersze z lat 1971–1975
  - Krystyna Rodowska – Stan posiadania
- zagraniczne
  - Douglas Dunn – St Kilda's Parliament

## Nowe prace naukowe
- polskie
  - Michał Głowiński – Zaświat przedstawiony. Szkice o poezji Bolesława Leśmiana
- zagraniczne
  - Jürgen Habermas – Teoria działania komunikacyjnego (Theorie des kommunikativen Handelns)

## Urodzili się
- 19 stycznia – Marta Dzido, polska pisarka
- 17 lutego – Michał Gołkowski, polski pisarz
- 4 kwietnia – Ned Vizzini, amerykański autor powieści dla młodzieży (zm. 2013)
- 14 kwietnia – Rebecca Yarros, amerykańska pisarka
- 30 września – Cecelia Ahern, irlandzka pisarka
- 12 października – NoViolet Bulawayo, zimbabweańska pisarka
- Zeina Abirached, libańska autorka komiksów
- Dawid Kain, polski pisarz, poeta i eseista
- Marta Kwaśnicka, polska pisarka i krytyk
- Ołesia Mamczycz, ukraińska poetka i autorka książek dla dzieci
- Ottessa Moshfegh, amerykańska pisarka
- Ishbel Szatrawska, polska dramatopisarka i teatrolożka

## Zmarli
- 6 stycznia – Archibald Joseph Cronin, angielski pisarz (ur. 1896)
- 14 stycznia – Wiera Badalska, polska pisarka i tłumaczka (ur. 1915)
- 17 lutego – Janina Broniewska, polska pisarka dla dzieci i młodzieży (ur. 1904)
- 21 lutego – Ludmiła Błotnicka, polska pisarka (ur. 1907)
- 2 marca – Anna Sakse, łotewska powieściopisarka i poetka sowiecka (ur. 1905)
- 19 marca – Tadeusz Sarnecki, polski poeta, prozaik, publicysta, wydawca (ur. 1911)
- 18 kwietnia – James H. Schmitz, amerykański pisarz s-f (ur. 1911)
- 9 maja – Nelson Algren, amerykański pisarz (ur. 1909)
- 27 maja – János Pilinszky, węgierski poeta (ur. 1921)
- 29 maja – Janusz Minkiewicz, polski poeta i tłumacz z języka rosyjskiego (ur. 1914)
- 30 maja – Gwendolyn B. Bennett, amerykańska poetka (ur. 1902)
- 4 sierpnia – Ja’akow Szabtaj, izraelski prozaik, dramatopisarz i tłumacz (ur. 1934)
- 6 września – Christy Brown, irlandzki malarz, pisarz i poeta (ur. 1932)
- 12 września – Eugenio Montale, włoski poeta (ur. 1896)
- 21 października – Aleksander Labuda, kaszubski felietonista, pisarz i poeta (ur. 1902)
- 29 października – Georges Brassens, francuski poeta (ur. 1921)
- 3 listopada – Edvard Kocbek, słoweński pisarz i publicysta (ur. 1904)
- 11 listopada – Jerzy Kornacki, polski prozaik (ur. 1908)
- 2 grudnia – Anna Rudawcowa, polska poetka, pisarka i aktorka (ur. 1905)
- Harry Bates, amerykański pisarz i wydawca SF (ur. 1900)

## Nagrody
- Nagroda Nobla – Elias Canetti
- Nagroda Kościelskich – Janusz Anderman, Krzysztof Dybciak, Anna Frajlich-Zając, Jan Komolka
- Nagroda Goncourtów – Lucien Bodard za Anne Marie
- Georg-Büchner-Preis – Martin Walser
- Nagroda Cervantesa – Octavio Paz
- Nagroda im. Icyka Mangera – Malka Heifetz Tussman